# National Basket Ball League 1899-1900
La National Basket Ball League 1899-1900 è stata la seconda edizione del campionato professionistico statunitense di pallacanestro.
Sei squadre si affrontarono in due gironi di andata e ritorno. I Trenton Nationals vinsero il torneo, bissando il successo della stagione precedente.

## Risultati

### Primo girone
|  |    | Classifica finale 1898-1899 | V | P | N |
|  | -- | --------------------------- | - | - | - |
|  | 1. | Trenton Nationals           | 8 | 0 | 0 |
|  | 2. | New York Wanderers          | 3 | 2 | 0 |
|  | 3. | Camden Electrics            | 4 | 4 | 0 |
|  | 4. | Pennsylvania Bicycle Club   | 4 | 4 | 0 |
|  | 5. | Bristol Pile Drivers        | 3 | 6 | 0 |
|  | 6. | Chester                     | 0 | 6 | 0 |

### Secondo girone
|  |    | Classifica finale 1898-1899 | V | P | N |
|  | -- | --------------------------- | - | - | - |
|  | 1. | Trenton Nationals           | 8 | 0 | 0 |
|  | 2. | Millville Glassblowers      | 3 | 2 | 0 |
|  | 3. | New York Wanderers          | 4 | 4 | 0 |
|  | 4. | Camden Electrics            | 4 | 4 | 0 |
|  | 5. | Bristol Pile Drivers        | 3 | 6 | 0 |
|  | 6. | Pennsylvania Bicycle Club   | 0 | 6 | 0 |

#### Play off secondo girone
|  | Finale |                        |    |   |    |  |
|  |        |                        |    |   |    |  |
|  | 2      | Millville Glassblowers | 18 | 0 | 19 |  |
|  | 1      | Trenton Nationals      | 13 | 4 | 22 |  |

Trenton vince il titolo senza ulteriori play off, essendo arrivata al primo posto in entrambe le fasi.

## Verdetti
- Campione della National Basket Ball League: Trenton Nationals.